# Pompás paradicsommadár
A pompás paradicsommadár (Ptiloris magnificus) a madarak osztályának verébalakúak (Passeriformes) rendjébe és a paradicsommadár-félék (Paradisaeidae) családjába tartozó faj.

## Előfordulása
Pápua Új-Guinea, Indonézia területén és Ausztrália északkeleti részén honos.

## Megjelenése
Testhossza 34 centiméter.

## Táplálkozása
Gyümölcsökkel és rovarokkal táplálkozik.

## Fordítás
- Ez a szócikk részben vagy egészben  a   Magnificent Riflebird című angol Wikipédia-szócikk ezen változatának fordításán alapul.  Az eredeti cikk szerkesztőit annak laptörténete sorolja fel. Ez a jelzés csupán a megfogalmazás eredetét és a szerzői jogokat jelzi, nem szolgál a cikkben szereplő információk forrásmegjelöléseként.